# 다미선교회 시한부종말론 사건
다미선교회 시한부종말론 사건(다미宣敎會 時限附終末論 事件)은 한국의 이장림 목사 등이 1992년 10월 28일에 휴거(携擧)가 일어날 것이라는 시한부종말론을 주장하여 사회적으로 큰 파란을 일으킨 종교 사기 사건이다. 맹신도들은 정상적인 일상에서 이탈하여 종말을 대비했으나 10월 28일에는 아무런 일이 일어나지 않았다. 이장림은 휴거예정일 이전인 9월25일에 신도들의 재산을 헌납받아 가로챈 혐의로 구속되어 있는 상태였으며 이후 관련자 다수는 사기 등으로 처벌을 받았다.
이장림의 주장에 동조했던 다베라선교회, 다니엘선교회, 성화선교회 등 다수의 시한부종말론자들 휴거일이 연기되었으니 다시 다가올 종말을 예비하자고 변명하며 자신들의 주장을 굽히지 않았다. 종교 사기사건이었음이 명백히 밝혀졌음에도 불구하고 종교적 신념에 의한 잘못된 확증 편향에 빠져있던 상당수의 맹신도들은 기존의 믿음을 뒷받침할만한 논리가 제공되자 종말이 도래할 것이라는 자신들이 가지고 있던 본래의 믿음을 고수하기도 했다.

## 배경
‘휴거’(携擧)라는 말은 이장림이 1978년 어니스트 앵글리(Ernest Angley)의 예수 재림 소설 Raptured를 번역하면서 처음 사용하였다. ‘광희’, ‘황홀’이라는 뜻의 Rapture를 의역하여 만들어낸 단어이다. 휴거란 예수가 세상에 공중 재림하며 구원받은 신도들이 하늘로 들림받는 일이 일어나는 것을 말한다.
이장림은 1987년에 〈다가올 미래를 대비하라〉는 예언서를 내면서 시한부 종말론을 적극 주장하기 시작했다. 1992년 10월 28일 자정에 휴거 현상이 나타나고, 1999년에 종말이 온다고 주장했다.

## 경과

### 영향
맹신도들은 종말론에 세뇌되어 학업이나 생업을 그만두거나 재산을 교회에 바치는 일이 일어났다.
- 철도공무원이 시한부 종말론의 설교 테이프를 열차안에서 틀다가 해직된 사례가 있었다. 이 해직된 철도공무원은 거기에서 그치지 않고, 퇴직금을 종말론 교회에 헌납했을 뿐만 아니라, 두 자녀를 데리고 잠적해버렸다.
- 서울특별시 마포구 합정동에서는 당시 30대였던 주부가 중학교 1학년생이었던 아들을 데리고 경남지역에서 선교를 하겠다고 가출했다.
- 부산광역시의 한 시민은 부동산 1억원을 매각해 그 돈을 종말론 교회에 헌금했다.
- 대구광역시의 한 시민은 전세금 7백만원을 헌금하고 교회에서 기거하며 선교활동을 했다.
- 1991년 1월에 전라남도 강진군에서는 여고생이 부모가 종말론교회에 나가지 못하게 했다는 이유로 음독자살을 하기도 했다.
- 서울특별시 강동구 암사동에서 살던 윤 모와 대학생이었던 세 아들은 모두 종말론에 빠져 가정의 균형이 깨지고, 그 중 두 아들은 조선민주주의인민공화국과 외국에서 순교한다며 가출하기도 했다.
- 전라북도 완주군 고산면에서는 어린이를 포함한 신도 10여명이 1991년 10월부터 가정을 내팽긴채로 외부와의 접촉을 끊으며 기도원에서 생활했다.
- 그 외에 경찰이 확인한 종말론의 피해는 100여건에 달했던 것으로 나타났다.[8]

### 처벌
1992년 9월 24일에 서울지방검찰청 강력부는 이장림을 사기 및 외환관리법 위반 혐의로 구속하였다. 또한 검찰은 이장림이 신도 4명으로부터 6억 5천만원을 갈취하였으며, 개인적으로 34억원을 사용한 장부를 입수하였다고 밝혔다. 뿐만 아니라 천만원 이상을 헌납한 신도가 30여명에 이르렀고 그 중 일부는 10월 28일까지의 생활비를 뺀 전재산까지 헌납했다고 한다. 신도들은 자발적으로 헌납했다고 주장했지만 이장림이 1993년 5월 22일에 만기되는 환매채를 사들인 것이 확인되어 검찰은 사기로 판단하였다. 이어 검찰은 수표 1억 9300만원, 환매채 3억원, 26,700달러를 이씨의 자택에서 압수하기도 하였다. 1992년 12월 4일에 서울형사지방법원은 이장림에게 사기죄로 징역 2년을 선고하였으며, 항소심에서는 징역 1년과 26,000달러 몰수형을 선고하였다.

## 사건 이후

### 신도들의 반응
다미선교회가 주장했던 것과는 달리 휴거는 일어나지 않았다. 세간의 시선과 관심은 신도들의 반응으로 쏠렸는데, 반응도 가지각색이었다. 한 신도는 MBC와의 인터뷰에서 "무엇을 부끄러워하겠어요. 예수님이 나의 생명의 주인이고 오실 예수님 기다렸는데 에러가 났으면 또 오실 예수님 기다리면 되는거 아니겠어요."라고 미련을 버리지 못하는 말을 하기도 하였으나 애써 실망감을 감추는 신도들도 있었다. 경찰은 신도들이 헌납한 재산을 반환하라고 요구할 것이라고 보고 29일에 전국의 종말론교회 주변에 '종말론 피해신고센터'까지 설치하고 피해사례를 접수하였다. 어떤 종말론 단체의 경우, 신도 7명이 휴거가 불발하자, 교회의 기물을 부수는 등의 소란을 피우다가 경찰에 연행되기도 하였다. 다미선교회 부산지부에서는 신도 4~5명이 해당 지부 목사의 멱살을 잡고 항의하며 몸싸움을 벌이기도 하였다. 대부분의 신도들은 허탈한 표정으로 귀가하였으며, 전문가들이 우려했던 극단적인 행동은 아무도 하지 않았다.

### 여론
손봉호 서울대교수는 기독교가 그동안 너무 귀족화되고 세속화되어서 돈 없고 지위 낮은 사람들이 발붙이고 위로를 받기가 어렵게 된 것에서 시한부종말론 사건의 원인을 찾았다. 뿐만 아니라 법조계는 종교의 자유를 존중하되 신도들을 기만하는 사이비종교에 대해서는 엄격해야 한다는 반응을 보이기도 하였다.

## 사과광고및 다미선교회 폐쇄
다미선교회의 해외선교부장이었던 목사 장만호는 서울구치소에 수감된 이장림을 면회한 뒤 신문에 사과 광고문을 내기로 결정했다. 그리고 이를 실행에 옮겼다. 그 후 다미선교회는 11월 3일에 마지막 예배를 지낸 후 폐쇄되었다. 그러나 같은 달 22일에 예배가 재개되었다.

## 같이 보기
- 종말론
- 신흥종교
- 2012년 종말론
- 사이비종교